# Заступник прем'єр-міністра Індії
Заступник прем'єр-міністра Індії (гінді भारत के उप प्रधान मंत्री) — посадова особа індійського уряду, що не належить до конституційних, тобто, її існування в тому чи іншому кабінеті не є обов'язковим. Посаду запроваджують за необхідності реалізації великого національного проекту або з метою забезпечення високою посадою певного чиновника за відсутності міністерських портфелів. Першим посаду заступника голови уряду обіймав Валлаббхаї Пател 1947 року.

## Список заступників прем'єр-міністрів Індії
| Ім'я                 | Фото | Термін повноважень              |
| -------------------- | ---- | ------------------------------- |
| Валлаббхаї Пател     |      | 15 серпня 1947 — 15 грудня 1950 |
| Морарджі Десаї       |      | 21 березня 1967 — 6 грудня 1969 |
| Чоудхарі Чаран Сінґх |      | 24 березня 1977 — 28 липня 1979 |
| Джагдживан Рам       |      | 24 березня 1977 — 28 липня 1979 |
| Яшвантрао Чаван      |      | 28 липня 1979 — 14 січня 1980   |
| Чоудхарі Деві Лал    |      | 2 грудня 1989 — 21 червня 1991  |
| Лал Крішна Адвані    |      | 29 червня 2002 — 22 травня 2004 |